# 歌中的歌
《歌中的歌》是倪柝声于1935年在杭州和少数基督徒同工查读《聖經·雅歌》的记录，随后由上海福音书房出版。倪柝声在该书中，说到《雅歌》是一本论到信徒在进一步求基督时一生属灵生命所要经历的几个阶段，以及最后所要达到的境地，在经历方面相当之深。全书内容分为六段：第一次的追求和满足、脱离自己的呼召、升天的呼召、复活后的十字架的呼召、神的工作和肉体的叹息。